# Eugen Steimle
Eugen Steimle (Neubulach, 8 dicembre 1909 – Wilhelmsdorf, 6 ottobre 1987) è stato un agente segreto e militare tedesco comandante delle SS nel Sicherheitsdienst (SD). Comandò il Sonderkommando 7a e l'Einsatzkommando 4a degli Einsatzgruppen, entrambi responsabili delle uccisioni di massa nell'Unione Sovietica. Steimle fu dichiarato colpevole nel 1947 nel processo agli Einsatzgruppen e condannato a morte nel 1948. La sua pena fu commutata in 20 anni di carcere.

## Biografia
Steimle fu figlio di un pastore in una rigida famiglia pietista; studiò storia, tedesco e francese all'Università di Tubinga e all'Università di Berlino. Nel maggio 1935 superò gli esami di insegnamento. Si unì al Partito Nazista nel 1932 e alla Lega Nazionalsocialista degli Studenti Tedeschi (NSDStB), dove si dedicò all'insegnamento agli studenti Volksdeutsche dei Sudeti. Si unì anche alle SS (n. 272.575) nel 1932, e poi si unì alla SD nel 1935 su consiglio del capo del NSDStB Gustav Adolf Scheel.

### Carriera
Nel settembre 1936 Steimle diresse l'ufficio SD di Stoccarda. In primo luogo, diresse la sottosezione SD Württemberg e, dal 1939 al 1943, la SD-Leitabschnitt Stuttgart.
Dal 7 settembre al 10 dicembre 1941 succedette a Walter Blume come comandante del Sonderkommando 7a nell'Einsatzgruppe B, guidato da Arthur Nebe. Sotto il comando di Steimle, la sua unità uccise 500 ebrei in due mesi. Dall'agosto 1942 al gennaio 1943 sostituì Erwin Weinmann come leader dell'Einsatzkommando 4a nell'Einsatzgruppe C, guidato da Otto Rasch. Dopo essere tornato in Germania, fu a capo del Gruppo VI B della RSHA (sfera di influenza italo-tedesca in Europa, Africa e Medio Oriente). Nel 1944 fu promosso SS-Standartenführer.

## Processo e condanna
Steimle fu arrestato dagli Alleati nel 1945. Fu dichiarato colpevole nel 1947 nel processo agli Einsatzgruppen e condannato a morte nel 1948. La sua pena fu commutata in 20 anni di carcere sulla base delle raccomandazioni del "Peck Panel". Fu rilasciato dalla prigione di Landsberg nel giugno 1954 e continuò la professione di insegnante in tedesco e storia a Wilhelmsdorf, nel Baden-Württemberg. Si ritirò nel 1975. Eugen Steimle morì il 6 ottobre 1987.